# Blessen

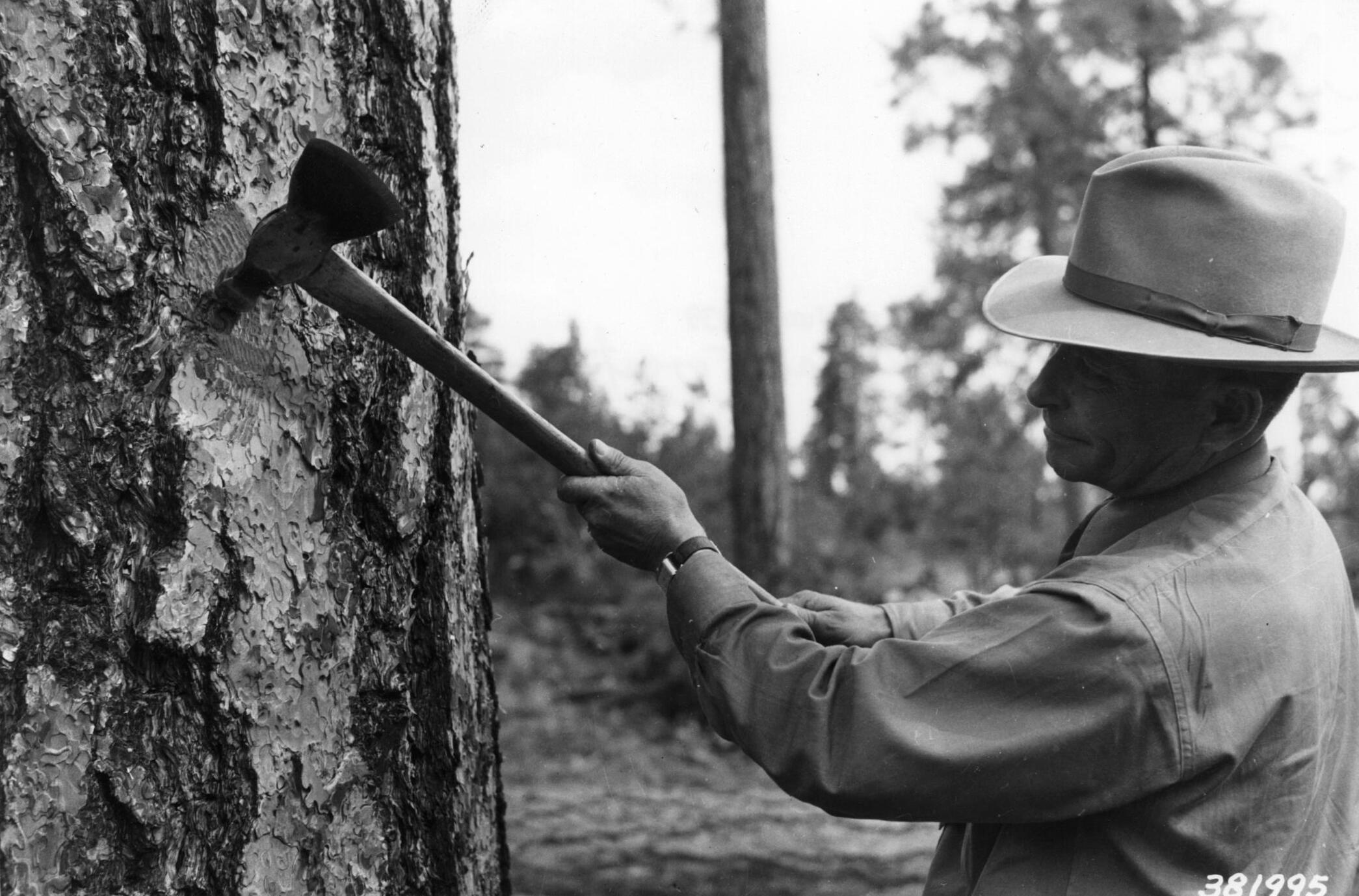
Een blesser in Arizona (VS)

Blessen (in Vlaanderen ook smetten genoemd) is een term uit het bosbeheer waarmee het aanbrengen van een markering op een boom wordt bedoeld. Via de markeringen op bomen, die door de blesser worden aangebracht, weet de uitvoerende bosbeheerder wat er met de gebleste bomen moet gebeuren. Doorgaans is de boodschap van een boommarkering 'laten staan' (als toekomstboom) of 'kappen'. Voor het blessen bestaan geen universele markeringstypen; bij elke bosbeheerder kunnen andere markeringstekens en -kleuren gebruikt worden.
De meest gebruikte bleswerktuigen zijn de markeerspuitbus en de guts.